# Хоцзя
Хоцзя́ (кит. упр. 获嘉, пиньинь Huòjiā) — уезд городского округа Синьсян провинции Хэнань (КНР). Название уезда означает «захватить Цзя» и связано с тем, что уезд был создан в ознаменование победоносного завершения похода генерала Лю Бодэ против мятежника Лю Цзя.

## История
В начале империи Хань был создан уезд Цзисянь (汲县), и эти земли вошли в его состав. В 112 году до н. э. император У-ди послал генерала Ло Бодэ на подавление восстания в Наньюэ, и в следующем году выехал в эти места, чтобы встретить его, возвращавшегося с победой. Лю Бодэ доставил голову мятежника Лю Цзя, и в ознаменование победоносного завершения похода в этих местах был создан уезд Хоцзя («захватить Цзя»). При империи Западная Цзинь в 370 году в был основан город Синьлэ (新乐城), в котором разместились власти уезда
При империи Северная Ци в 556 году был расформирован уезд Гунсянь (共县), и уездные власти переехали в его бывший административный центр. При империи Суй в 584 году был расформирован округ Сюу (修武郡), и власти уезда переехали в бывший административный центр округа. В 586 году на смежных территориях уездов Цзисянь и Хоцзя был образован новый уезд Синьсян (新乡县), власти которого разместились в Синьлэ. При империи Тан в 639 году власти уезда Хоцзя переехали в его нынешний административный центр.
При империи Мин в 1377 году уезд Хоцзя был присоединён к уезду Синьсян, но в 1380 году был образован вновь.
В августе 1949 года была создана провинция Пинъюань, и эти места вошли в состав созданного одновременно Специального района Синьсян (新乡专区) провинции Пинъюань. 30 ноября 1952 года провинция Пинъюань была расформирована, и Специальный район Синьсян перешёл в состав провинции Хэнань. В 1960 году уезд Хоцзя был присоединён к городу Синьсян, но в 1961 году был воссоздан. В 1967 году Специальный район Синьсян был переименован в округ Синьсян (新乡地区).
В 1986 году были расформированы округ Синьсян и город Синьсян, и образован городской округ Синьсян.

## Административное деление
Уезд делится на 8 посёлков и 3 волости.